# Cadeira

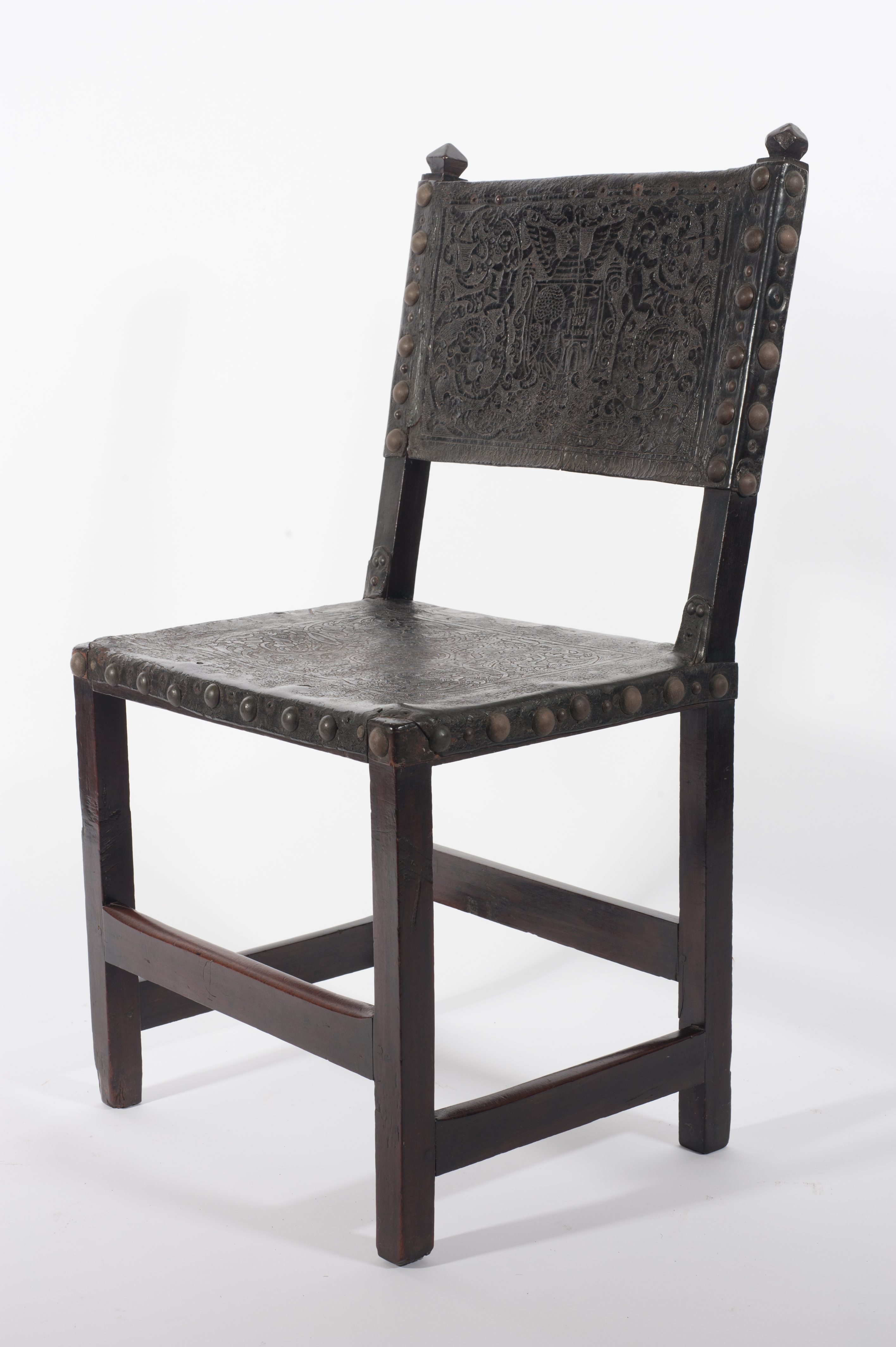
Uma cadeira feita de madeira de jacarandá, couro e metal, parte do acervo do Museu Paulista.

Uma cadeira é um tipo de assento. Essa peça de mobília é apoiada sobre três ou quatro pernas, com um encosto que pode elevar-se às vezes acima da altura da cabeça.

## História
A data de criação da cadeira pode datar de tempos primordiais, quando o ser humano utilizava-se de cadeiras simples feitas em pedra. Durante o período da Idade Média, as cadeiras passaram a ser artigos de luxo da nobreza e possuíam armações e construções diversas.

### No Brasil
A cadeira chegou ao Brasil no século XVI com a vinda dos portugueses. Até então, o mobiliário indispensável no país eram a rede de descanso e a esteira indígenas, ambas de fibras vegetais.

## Partes
- Os pés - em geral três ou quatro pés, que podem por vezes ser reforçados por travessas.
- O assento - a parte onde a pessoa pode assentar-se.
- O encosto (ou respaldo).[1]

## Tipos
Existem diversos tipos de cadeiras, com funções e estilos diversosː
- sem braços
- com braços para apoiar ou descansar os antebraços.[2]

### Cadeira elétrica
A cadeira elétrica mata por meio da eletrocussão. O condenado é imobilizado nela e sofre uma série de tensões elétricas. Sua estrutura é feita de madeira. O chão em torno do assento é revestido de borracha para que as cargas não se espalhem de forma difusa. O equipamento foi criado por uma comissão estadual de Nova York encarregada de encontrar um método mais humano de execução do que o enforcamento.

## Recorde
Em 2008, o designer italiano de móveis Massimiliano Della Monaca, criou a mais leve cadeira do mundo, com o peso de apenas 617 gramas, apresentada e pesada na cidade de Marina di Carrara, na Itália.

## Galeria de imagens

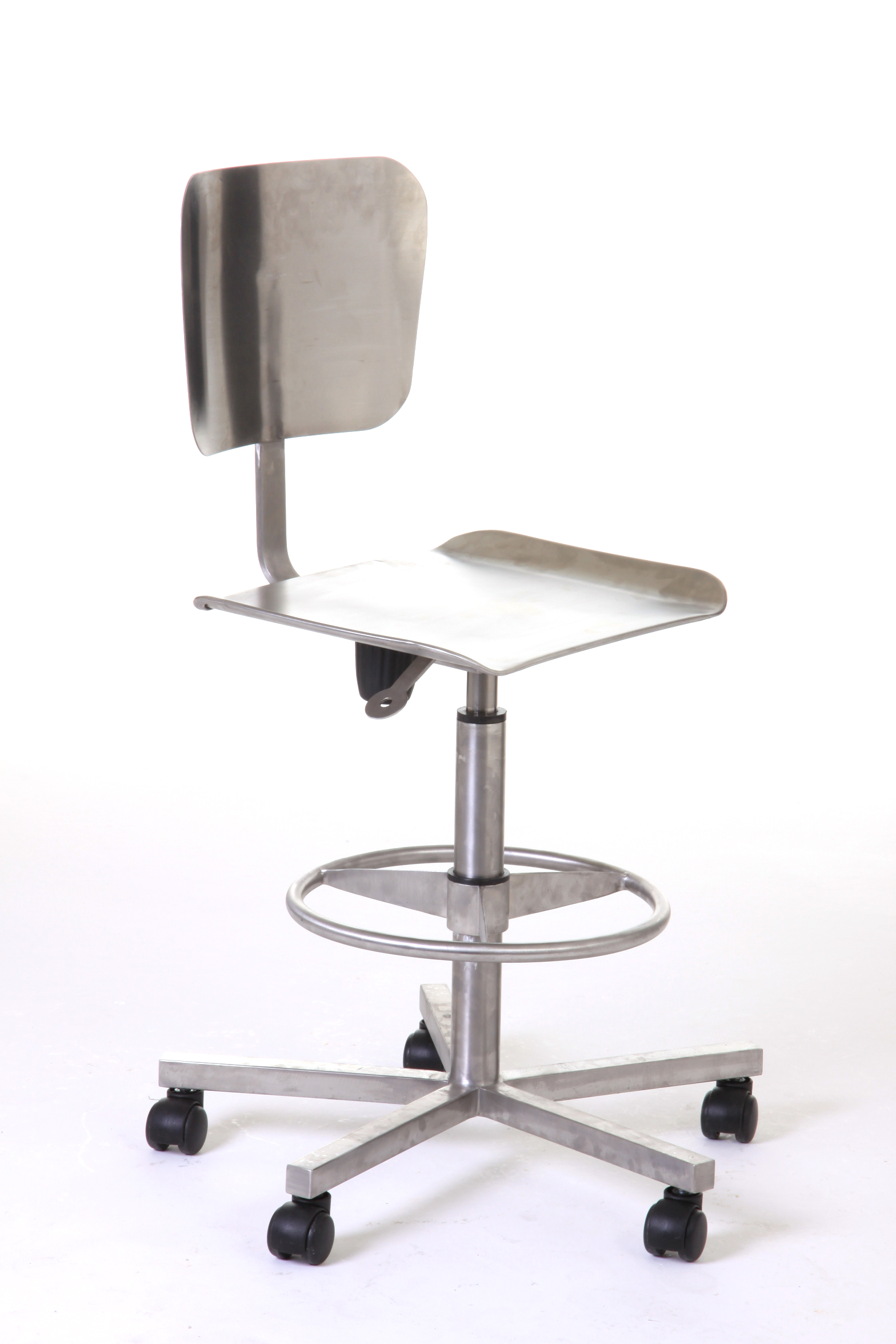
Cadeira de Laboratório em aço inox
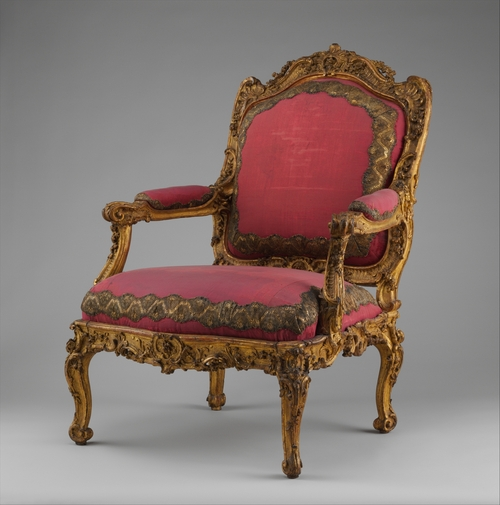
Nicolas-Quinibert Foliot, Cadeira de braços, época Luís XV (1723-1776)
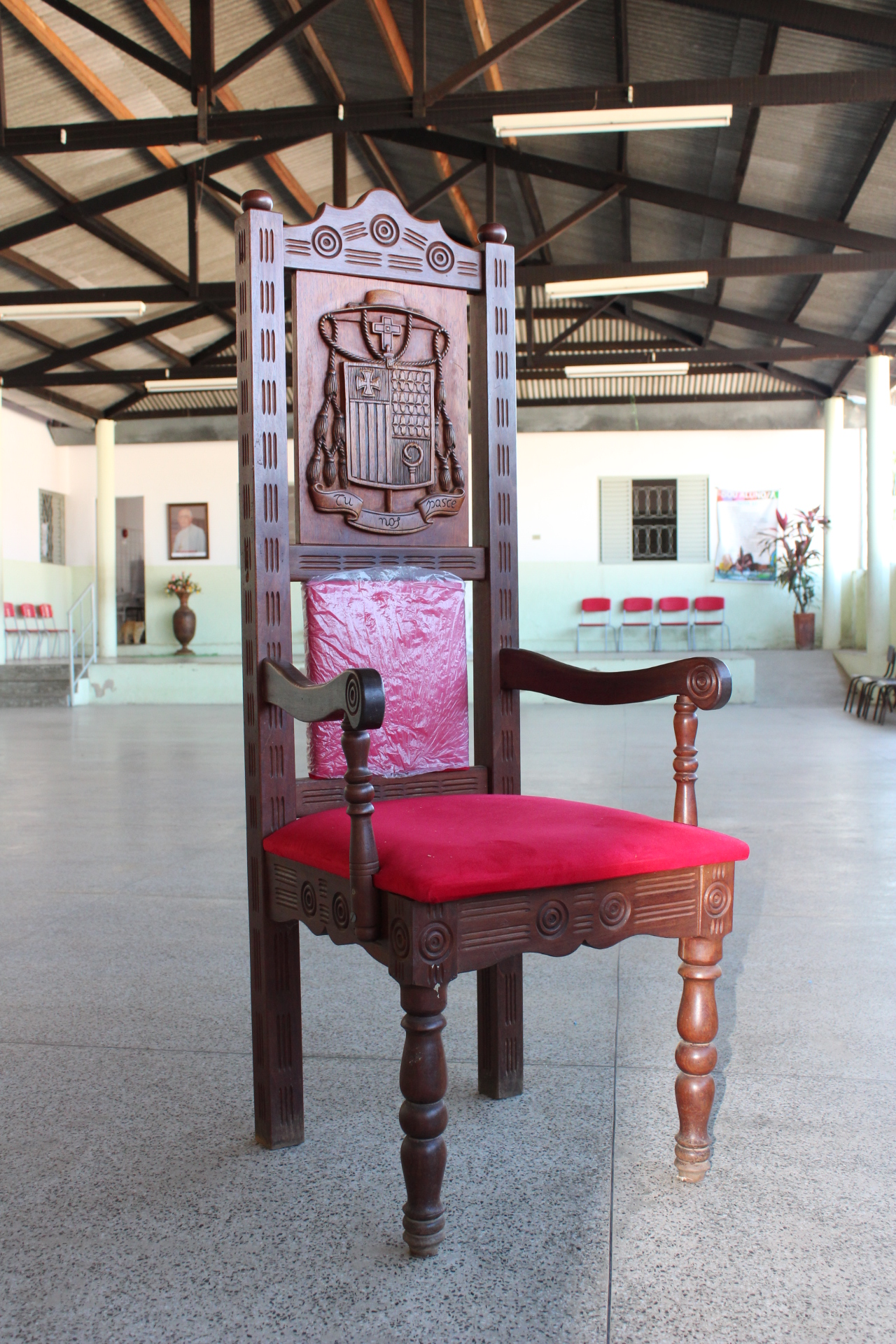
Cadeira de autoridade episcopal com o brasão de armas de Abel Alonso Núñez.